# جاكي كامبل
جاكي كامبل (بالإنجليزية: Jackie Campbell)‏ (27 فبراير 1946 - ) هو لاعب كرة قدم بريطاني في مركز الدفاع. لعب مع نادي بارتيك ثيسل.